# Протопопов Яків Федорович
Я́ків Федорович Протопо́пов (1885 — 1944) — бандурист.
- співак-октавіст, найстарший патріарх Полтавської капели бандуристів. Улас Самчук описує його як «великого майстра і ентузіаста кобзарського мистецтва, дуже обдарованого співака-соліста та винятково цікаву людину… Був педантом своєї справи, винятково дисциплінованим, працьовитим, любив точне ідеальне виконання. Був прикладом для молодих, охоче давав поради і його охоче слухали… Любив жарти, анекдоти, був захоплений своїм онуком… Своєю хворобою намагався нікому не докучати. На сцені почувався легко, природно, завжди з усмішкою, весело підморгував бровою…» Його любили всі без винятку. Він радив обходитися без зборів, бо вони приводять до сварок, розколу, і навчав: «Не треба думати, треба знати». Окрім всього, він ще виконував у Капелі роль похідного священика і цілком відповідав статусу духовної людини. Він хворів на туберкульоз. Не дочекався кінця війни, помер 3 квітня 1945 року в госпіталі м. Ердінга (за 5 км від села Нотцінг, де базувалася Капела) і похований на кладовищі цього міста. Дружина Мотря та донька Ляля залишилися в Європі. Капеляни свято бережуть пам'ять про свого улюбленого побратима, взірцеву людину і Митця від Бога. Всі, хто знав його і співав з ним, не можуть його забути.
Учасник Полтавської капели бандуристів у 1925—1934 роках. Виїхав на Захід. Член Капели Бандуристів ім. Т. Г. Шевченка. Помер у Німеччині. Октавіст.